# Heterobathra
Heterobathra is een geslacht van vlinders van de familie sikkelmotten (Oecophoridae), uit de onderfamilie Oecophorinae.

## Soorten
- H. bimacula Lower, 1901
- H. tetracentra Meyrick, 1906
- H. votiva Meyrick, 1922
- H. xiphosema Lower, 1901